# Machias (CDP, New York)
Pour les articles homonymes, voir Machias.
Machias est une census-designated place du comté de Cattaraugus, dans l'État de New York, aux États-Unis,. En 2020, elle compte une population de 505 habitants.